# Nascar Cup Series 2022

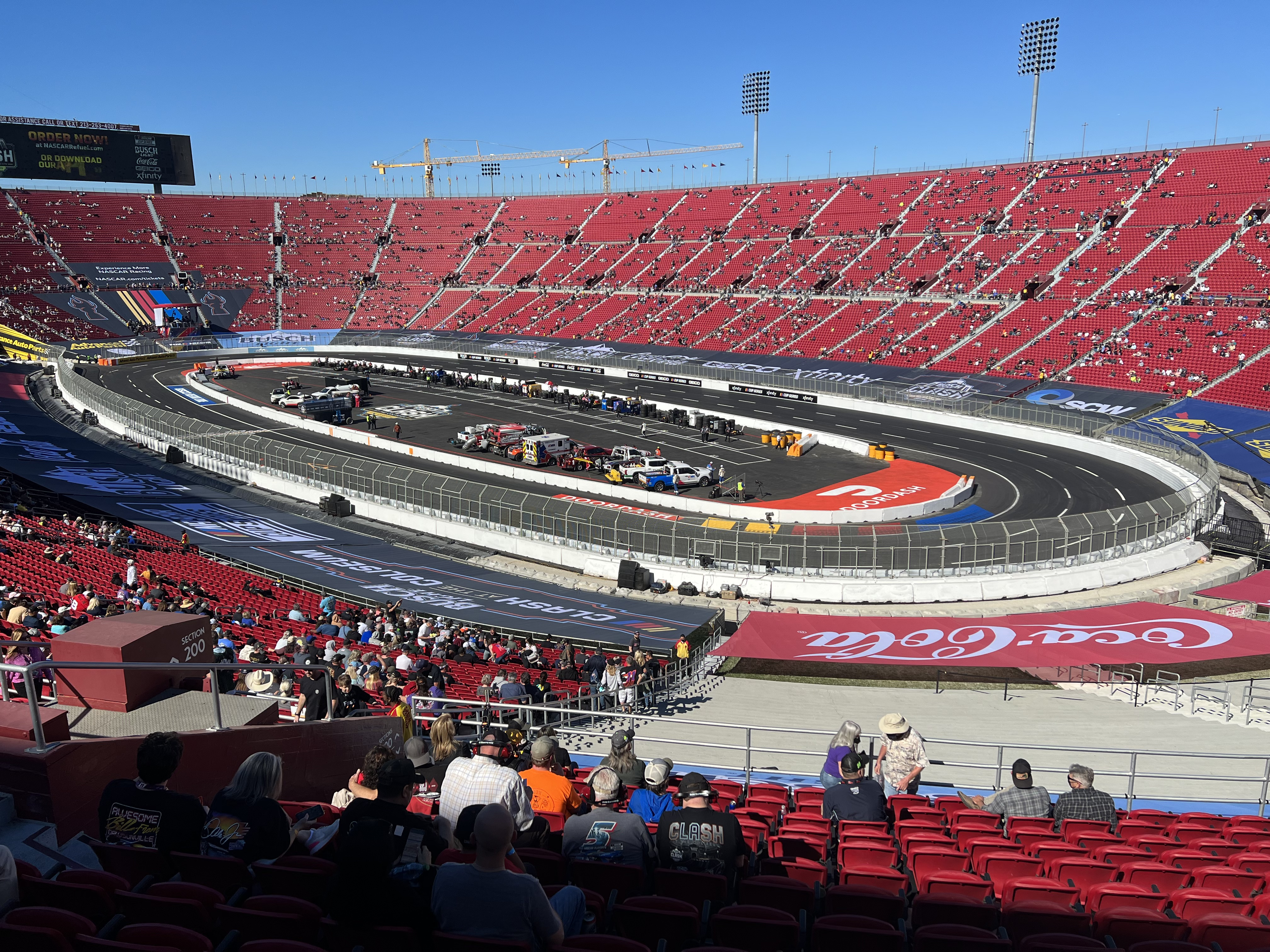
Den temporära banan på Los Angeles Memorial Coliseum.

Nascar Cup Series 2022 var den 74:e upplagan av den främsta divisionen av professionell stockcarracing i USA som arrangeras av National Association for Stock Car Auto Racing.
Säsongen startade 6 februari på Los Angeles Memorial Coliseum med uppvisningsloppet Busch Light Clash at The Coliseum. I stället för som tidigare inleda med "The clash" på Daytona International Speedway så startade säsongen  på den forna OS-arenan. Nascar anlade en temporär kvarts mile lång asfalterad ovalbana för evenemanget. Bluegreen Vacations Duel kördes som vanligt på Daytona, 17 februari, vilket även var slutkval till den 64:e upplagan av Daytona 500. Säsongen avslutades 6 november på Phoenix Raceway med Season Finale 500. Titelförsvarare var Kyle Larson och Hendrick Motorsports som tappade titeln till Joey Logano.

## Tävlingskalender
| U                                                                                  | Busch Light Clash at The Coliseum                 | Los Angeles Memorial Coliseum, Los Angeles, Kalifornien | 6 februari    |
| KV                                                                                 | Bluegreen Vacations Duel                          | Daytona International Speedway, Daytona Beach, Florida  | 17 februari   |
| 1                                                                                  | Daytona 500                                       | Daytona International Speedway, Daytona Beach, Florida  | 20 februari   |
| 2                                                                                  | Wise Power 400                                    | Auto Club Speedway, Fontana, Kalifornien                | 27 februari   |
| 3                                                                                  | Pennzoil 400 presented by Jiffy Lube              | Las Vegas Motor Speedway, Las Vegas Nevada              | 6 mars        |
| 4                                                                                  | Ruoff Mortgage 500                                | Phoenix Raceway, Avondale, Arizona                      | 13 mars       |
| 5                                                                                  | Folds of Honor Quiktrip 500                       | Atlanta Motor Speedway, Hampton Georgia                 | 20 mars       |
| 6                                                                                  | Echopark Texas Grand Prix                         | Circuit of the Americas, Austin, Texas                  | 27 mars       |
| 7                                                                                  | Toyota Owners 400                                 | Richmond Raceway, Richmond, Virginia                    | 3 april       |
| 8                                                                                  | Blue-Emu Maximum Pain Relief 400                  | Martinsville Speedway, Ridgeway, Virginia               | 9 april       |
| 9                                                                                  | Food City Dirt Race                               | Bristol Motor Speedway, Bristol, Tennessee              | 17 april      |
| 10                                                                                 | Geico 500                                         | Talladega Superspeedway, Lincoln, Alabama               | 24 april      |
| 11                                                                                 | Duramax Drydene 400                               | Dover International Speedway, Dover Delaware            | 1 maj         |
| 12                                                                                 | Goodyear 400                                      | Darlington Raceway, Darlington, South Carolina          | 8 maj         |
| 13                                                                                 | Adventhealth 400                                  | Kansas Speedway, Kansas City, Kansas                    | 15 maj        |
| U                                                                                  | Nascar All Star Open                              | Texas Motor Speedway, Fort Worth, Texas                 | 22 maj        |
| U                                                                                  | Nascar All Star Race                              | Texas Motor Speedway, Fort Worth, Texas                 | 22 maj        |
| 14                                                                                 | Coca-Cola 600                                     | Charlotte Motor Speedway, Charlotte, North Carolina     | 29 maj        |
| 15                                                                                 | Enjoy Illinois 300                                | World Wide Technology Raceway, Madison, Illinois        | 5 juni        |
| 16                                                                                 | Toyota/Save Mart 350                              | Sonoma Raceway, Sonoma, Kalifornien                     | 12 juni       |
| 17                                                                                 | Ally 400                                          | Nashville Superspeedway, Lebanon, Tennessee             | 26 juni       |
| 18                                                                                 | Kwik Trip 250 presented by Jockey Made in America | Road America, Elkhart Lake, Wisconsin                   | 3 juli        |
| 19                                                                                 | Quaker State 400                                  | Atlanta Motor Speedway, Hampton Georgia                 | 10 juli       |
| 20                                                                                 | Ambetter 301                                      | New Hampshire Motor Speedway, Loudon, New Hampshire     | 18 juli       |
| 21                                                                                 | M&M's Fan Appreciation 400                        | Pocono Raceway, Long Pond, Pennsylvania                 | 24 juni       |
| 22                                                                                 | Verizon 200 at the Brickyard                      | Indianapolis Motor Speedway, Speedway, Indiana          | 31 juli       |
| 23                                                                                 | Firekeepers Casino 400                            | Michigan International Speedway, Brooklyn, Michigan     | 7 augusti     |
| 24                                                                                 | Federated Auto Parts 400                          | Richmond Raceway, Richmond, Virginia                    | 14 augusti    |
| 25                                                                                 | Go Bowling at The Glen                            | Watkins Glen International, Watkins Glen, New York      | 21 augusti    |
| 26                                                                                 | Coke Zero Sugar 400                               | Daytona International Speedway, Daytona Beach, Florida  | 27 28 augusti |
| Första elimineringsrundan med 16 förare kvar med möjlighet att vinna mästerskapet. |                                                   |                                                         |               |
| 27                                                                                 | Cook Out Southern 500                             | Darlington Raceway, Darlington, South Carolina          | 4 september   |
| 28                                                                                 | Hollywood Casino 400                              | Kansas Speedway, Kansas City, Kansas                    | 11 september  |
| 29                                                                                 | Bass Pro Shops NRA Night Race                     | Bristol Motor Speedway, Bristol, Tennessee              | 17 september  |
| Andra elimineringsrundan med 12 förare kvar med möjlighet att vinna mästerskapet.  |                                                   |                                                         |               |
| 30                                                                                 | Autotrader Echopark Automotive 500                | Texas Motor Speedway, Fort Worth, Texas                 | 25 september  |
| 31                                                                                 | Yellawood 500                                     | Talladega Superspeedway, Lincoln, Alabama               | 2 oktober     |
| 32                                                                                 | Bank of America Roval 400                         | Charlotte Motor Speedway, Concord, North Carolina       | 9 oktober     |
| Tredje elimineringsrundan med 8 förare kvar med möjlighet att vinna mästerskapet.  |                                                   |                                                         |               |
| 33                                                                                 | South Point 400                                   | Las Vegas Motor Speedway, Las Vegas, Nevada             | 16 oktober    |
| 34                                                                                 | Dixie Vodka 400                                   | Homestead-Miami Speedway, Homestead, Florida            | 23 oktober    |
| 35                                                                                 | Xfinity 500                                       | Martinsville Speedway, Ridgeway, Virginia               | 30 oktober    |
| Finallopp med 4 förare kvar med möjlighet att vinna mästerskapet.                  |                                                   |                                                         |               |
| 36                                                                                 | Season Finale 500                                 | Phoenix Raceway, Avondale, Arizona                      | 6 november    |

## Resultat
| Nr | Tävling                            | Pole position    | Flest ledda varv            | Vinnare          | Konstruktör | Rapport |
| -- | ---------------------------------- | ---------------- | --------------------------- | ---------------- | ----------- | ------- |
| U  | Busch Light Clash at The Coliseum  | Kyle Busch       | Kyle Busch                  | Joey Logano      | Ford        | Rapport |
| KV | Bluegreen Vacations Duel 1         | Kyle Larson      | Kyle Larson                 | Brad Keselowski  | Ford        | Rapport |
| KV | Bluegreen Vacations Duel 2         | Alex Bowman      | Joey Logano                 | Chris Buescher   | Ford        | Rapport |
| 1  | Daytona 500                        | Kyle Larson      | Brad Keselowski             | Austin Cindric   | Ford        | Rapport |
| 2  | Wise Power 400                     | Austin Cindric   | Tyler Reddick               | Kyle Larson      | Chevrolet   | Rapport |
| 3  | Pennzoil 400                       | Christopher Bell | Ross Chastain               | Alex Bowman      | Chevrolet   | Rapport |
| 4  | Ruoff Mortgage 500                 | Ryan Blaney      | Ryan Blaney                 | Chase Briscoe    | Ford        | Rapport |
| 5  | Folds of Honor Quiktrip 500        | Chase Briscoe    | William Byron               | William Byron    | Chevrolet   | Rapport |
| 6  | Echopark Texas Grand Prix          | Ryan Blaney      | Ross Chastain               | Ross Chastain    | Chevrolet   | Rapport |
| 7  | Toyota Owners 400                  | Ryan Blaney      | Ryan Blaney                 | Denny Hamlin     | Toyota      | Rapport |
| 8  | Blue-Emu Maximum Pain Relief 400   | Chase Elliott    | William Byron               | William Byron    | Chevrolet   | Rapport |
| 9  | Food City Dirt Race                | Cole Custer      | Tyler Reddick               | Kyle Busch       | Toyota      | Rapport |
| 10 | Geico 500                          | Christopher Bell | William Byron               | Ross Chastain    | Chevrolet   | Rapport |
| 11 | Duramax Drydene 400                | Chris Buescher   | Kyle Busch                  | Chase Elliott    | Chevrolet   | Rapport |
| 12 | Goodyear 400                       | Joey Logano      | Joey Logano                 | Joey Logano      | Ford        | Rapport |
| 13 | Adventhealth 400                   | Christopher Bell | Kurt Busch                  | Kurt Busch       | Toyota      | Rapport |
| U  | Nascar All Star Open               | Tyler Reddick    | Ricky Stenhouse Jr.         | Daniel Suárez    | Chevrolet   | Rapport |
| U  | Nascar All Star Race               | Kyle Busch       | Ryan Blaney                 | Ryan Blaney      | Ford        | Rapport |
| 14 | Coca-Cola 600                      | Denny Hamlin     | Ross Chastain               | Denny Hamlin     | Toyota      | Rapport |
| 15 | Enjoy Illinois 300                 | Chase Briscoe    | Kyle Busch                  | Joey Logano      | Ford        | Rapport |
| 16 | Toyota/Save Mart 350               | Kyle Larson      | Daniel Suárez               | Daniel Suárez    | Chevrolet   | Rapport |
| 17 | Ally 400                           | Denny Hamlin     | Denny Hamlin                | Chase Elliott    | Chevrolet   | Rapport |
| 18 | Kwik Trip 250                      | Chase Elliott    | Chase Elliott               | Tyler Reddick    | Chevrolet   | Rapport |
| 19 | Quaker State 400                   | Chase Elliott    | Chase Elliott               | Chase Elliott    | Chevrolet   | Rapport |
| 20 | Ambetter 301                       | Martin Truex Jr. | Martin Truex Jr.            | Christopher Bell | Toyota      | Rapport |
| 21 | M&M's Fan Appreciation 400         | Denny Hamlin     | Kyle Busch                  | Chase Elliott    | Chevrolet   | Rapport |
| 22 | Verizon 200 at the Brickyard       | Tyler Reddick    | Tyler Reddick               | Tyler Reddick    | Chevrolet   | Rapport |
| 23 | FireKeepers Casino 400             | Bubba Wallace    | Denny Hamlin Kevin Harvick  | Kevin Harvick    | Ford        | Rapport |
| 24 | Federated Auto Parts 400           | Kyle Larson      | Joey Logano                 | Kevin Harvick    | Ford        | Rapport |
| 25 | Go Bowling at The Glen             | Chase Elliott    | Chase Elliott               | Kyle Larson      | Chevrolet   | Rapport |
| 26 | Coke Zero Sugar 400                | Kyle Larson      | Chase Elliott               | Austin Dillon    | Chevrolet   | Rapport |
| 27 | Cook Out Southern 500              | Joey Logano      | Kyle Busch                  | Erik Jones       | Chevrolet   | Rapport |
| 28 | Hollywood Casino 400               | Tyler Reddick    | Alex Bowman                 | Bubba Wallace    | Toyota      | Rapport |
| 29 | Bass Pro Shops NRA Night Race      | Aric Almirola    | Chris Buescher              | Chris Buescher   | Ford        | Rapport |
| 30 | Autotrader Echopark Automotive 500 | Brad Keselowski  | Tyler Reddick               | Tyler Reddick    | Chevrolet   | Rapport |
| 31 | Yellawood 500                      | Christopher Bell | Aric Almirola Ross Chastain | Chase Elliott    | Chevrolet   | Rapport |
| 32 | Bank of America Roval 400          | Joey Logano      | Chase Elliott               | Christopher Bell | Toyota      | Rapport |
| 33 | South Point 400                    | Tyler Reddick    | Ross Chastain               | Joey Logano      | Team Penske | Rapport |
| 34 | Dixie Vodka 400                    | William Byron    | Kyle Larson                 | Kyle Larson      | Chevrolet   | Rapport |
| 35 | Xfinity 500                        | Kyle Larson      | Denny Hamlin                | Christopher Bell | Toyota      | Rapport |
| 36 | Season Finale 500                  | Joey Logano      | Joey Logano                 | Joey Logano      | Ford        | Rapport |

## Slutställning

### Märkesmästerskapet
| Pos     | Tillverkare | Vinster | Poäng |
| ------- | ----------- | ------- | ----- |
| 1       | Chevrolet   | 19      | 1324  |
| 2       | Ford        | 9       | 1231  |
| 3       | Toyota      | 8       | 1200  |
| Källor: |             |         |       |